# Timothy Baillie
Timothy Mark Baillie (* 11. května 1979 Westhill, Skotsko) je britský vodní slalomář, kanoista závodící v kategorii C2. Jeho partnerem v lodi je Etienne Stott.
Na mistrovstvích světa získal dvě bronzové medaile v týmovém závodě C2 v letech 2009 a 2011, ze závodu hlídek má rovněž po jedné zlaté, stříbrné a bronzové z evropských šampionátů. V roce 2009 získal na mistrovství Evropy bronzovou medaili v individuálním závodě C2, zlatou medaili vybojoval na Letních olympijských hrách 2012 v Londýně.